# کالیا
کالیا (به اسپانیایی: Calella) یک شهرستان در اسپانیا است که در بارسلون واقع شده‌است.

## خصوصیات
کالیا ۸٫۰۱ کیلومترمربع مساحت و ۱۸٬۰۳۴ نفر جمعیت دارد و ۵ متر بالاتر از سطح دریا واقع شده‌است.